# Hemicrepidius amoenus
Hemicrepidius amoenus is een keversoort uit de familie kniptorren (Elateridae). De wetenschappelijke naam van de soort is voor het eerst geldig gepubliceerd in 1861 door Philippi.